# Sirenophila
Sirenophila is een geslacht van korstmossen behorend tot de familie Teloschistaceae. De typesoort is Sirenophila gintarasii.

## Soorten
Volgens Index Fungorum telt het geslacht vier soorten (peildatum maart 2022):
| Soortnaam                 | Auteur(s)                                               | Publicatiejaar |
| ------------------------- | ------------------------------------------------------- | -------------- |
| Sirenophila cliffwetmorei | (S.Y. Kondr. & Kärnefelt) S.Y. Kondr.                   | 2015           |
| Sirenophila eos           | (S.Y. Kondr. & Kärnefelt) Arup, Frödén & Søchting       | 2013           |
| Sirenophila gintarasii    | (S.Y. Kondr. & Kärnefelt) Arup, Frödén & Søchting       | 2013           |
| Sirenophila maccarthyi    | (S.Y. Kondr., Kärnefelt & Elix) Arup, Frödén & Søchting | 2013           |